# 張輝國
張輝國（1950年8月2日—），是大韓民國的教育家，2010年7月1日起擔任光州廣域市敎育監。

## 生平
張輝國高中就讀光州高等學校，後進入韓國放送通訊大學及朝鮮大學，被視為進步派的教育人物，也擔任過朝鮮大學人文學院講師、光州市教師協會財務部秘書長等職務。
2014年6月4日，張輝國在大韓民國第六屆敎育監選舉中以302,858票擊敗四名候選人梁亨一、尹奉根（韓語：윤봉근）、金榮洙（韓語：김영수）及前副教育監金王福（韓語：김왕복）連任光州廣域市敎育監。